# Reilly Ridge
Reilly Ridge ist ein 11 km langer und markanter Gebirgskamm im ostantarktischen Viktorialand. In den Bowers Mountains ragt er an der Nordostseite der Lanterman Range auf. Der Gebirgskamm führt von den Höhen östlich des Mount Bernstein in östlicher Richtung und bildet einen Teil der Südwestwand des Sledgers-Gletschers.
Der United States Geological Survey kartierte ihn anhand eigener Vermessungen und Luftaufnahmen der United States Navy aus den Jahren von 1960 bis 1962. Das Advisory Committee on Antarctic Names benannte ihn 1970 nach Joseph L. Reilly, Leiter der Unterstützungseinheit der US Navy auf der McMurdo-Station im antarktischen Winter des Jahres 1964.